# Vallée du Bandama
Vallée du Bandama (fr.: District de la Vallée du Bandama) – jeden z czternastu dystryktów Wybrzeża Kości Słoniowej, położony w centralnej części kraju. Stolicą dystryktu jest Bouaké.

## Podział administracyjny
Dystrykt Vallée du Bandama dzieli się na 2 regiony:
- Region Gbêkê (stolica w Bouaké)
  - Departament Béoumi
  - Departament Botro
  - Departament Bouaké
  - Departament Sakassou
- Region Hambol (stolica w Katioli)
  - Departament Dabakala
  - Departament Katiola
  - Departament Niakaramandougou

Źródła.